# Dale Fuller
Dale Fuller (17 de junio de 1885 – 14 de octubre de 1948) fue una actriz estadounidense de la época del cine mudo. Dale apareció en 67 películas entre 1915 y 1935, lo que la convierte en una de las actrices de cine mudo más reconocidas. Actuó en películas como Ben-Hur (1925), Emma (1932) y House of Mystery (1934). Nació en Santa Ana, California, y murió en Los Ángeles, California.

## Filmografía parcial
| - Esposas frívolas (1922) - Manslaughter (1922) - One Wonderful Night (1922) - Souls for Sale (1923) - Merry-Go-Round (1923) - Reno (1923) - Three Weeks (1924) - His Hour (1924) - Greed (1924) - The Devil's Cargo (1925) - Lady of the Night (1925) - The Merry Widow (1925) - The Unchastened Woman (1925) - The Only Thing (1925) - Ben-Hur (1925) | - Her Second Chance (1926) - Volcano! (1926) - Midnight Lovers (1926) - The Canadian (1926) - The Cossacks (1928) - The Wedding March (1928) - House of Horror (1929) - Glad Rag Doll (1929) - The Man from Blankley's (1930) - The Office Wife (1930) - The Great Meadow (1931) - Emma (1932) - House of Mystery (1934) - Twentieth Century (1934) - We Live Again (1934) |